# Japanische Aralie
Die Japanische Aralie (Aralia elata), auch Japanischer Angelikabaum oder Teufelskrückstock genannt, ist eine Pflanzenart in der Familie der Araliengewächse (Araliaceae).

## Beschreibung und Ökologie

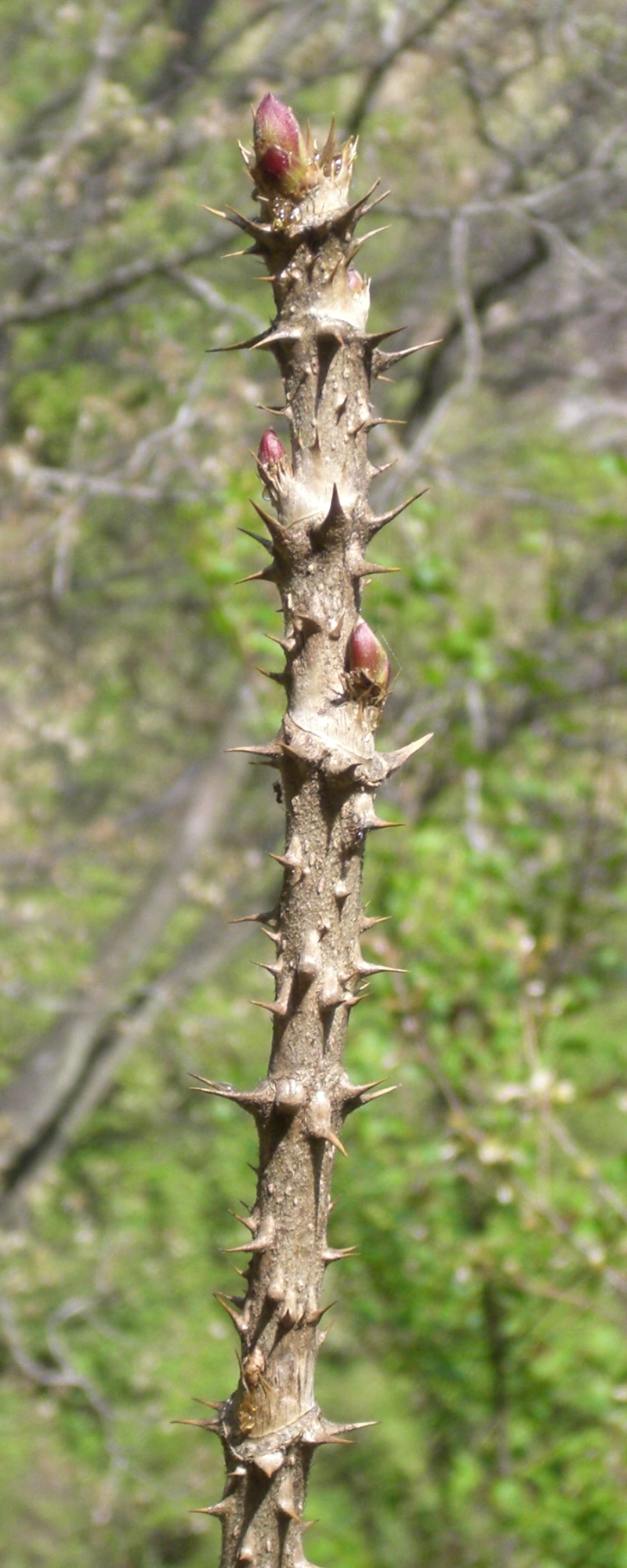
Stachelige Sprossachse

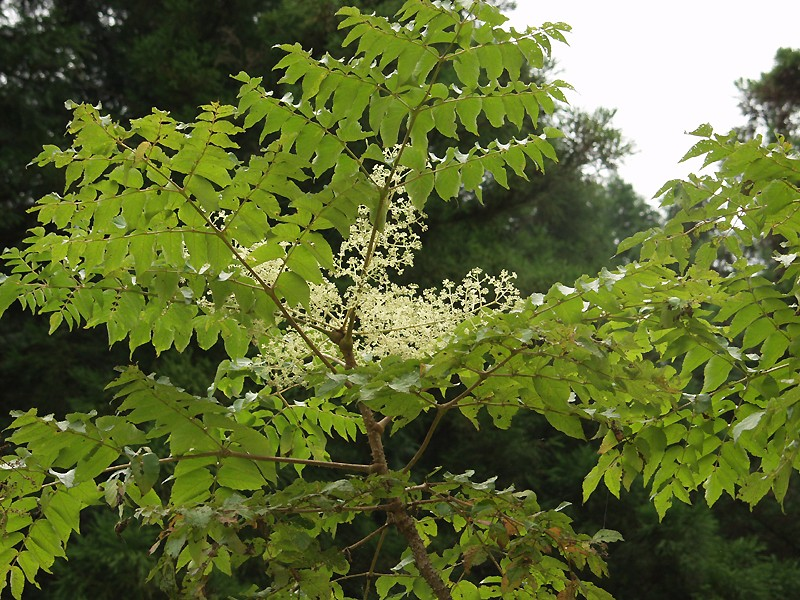
Gefiederte Blätter und verzweigter Blütenstand

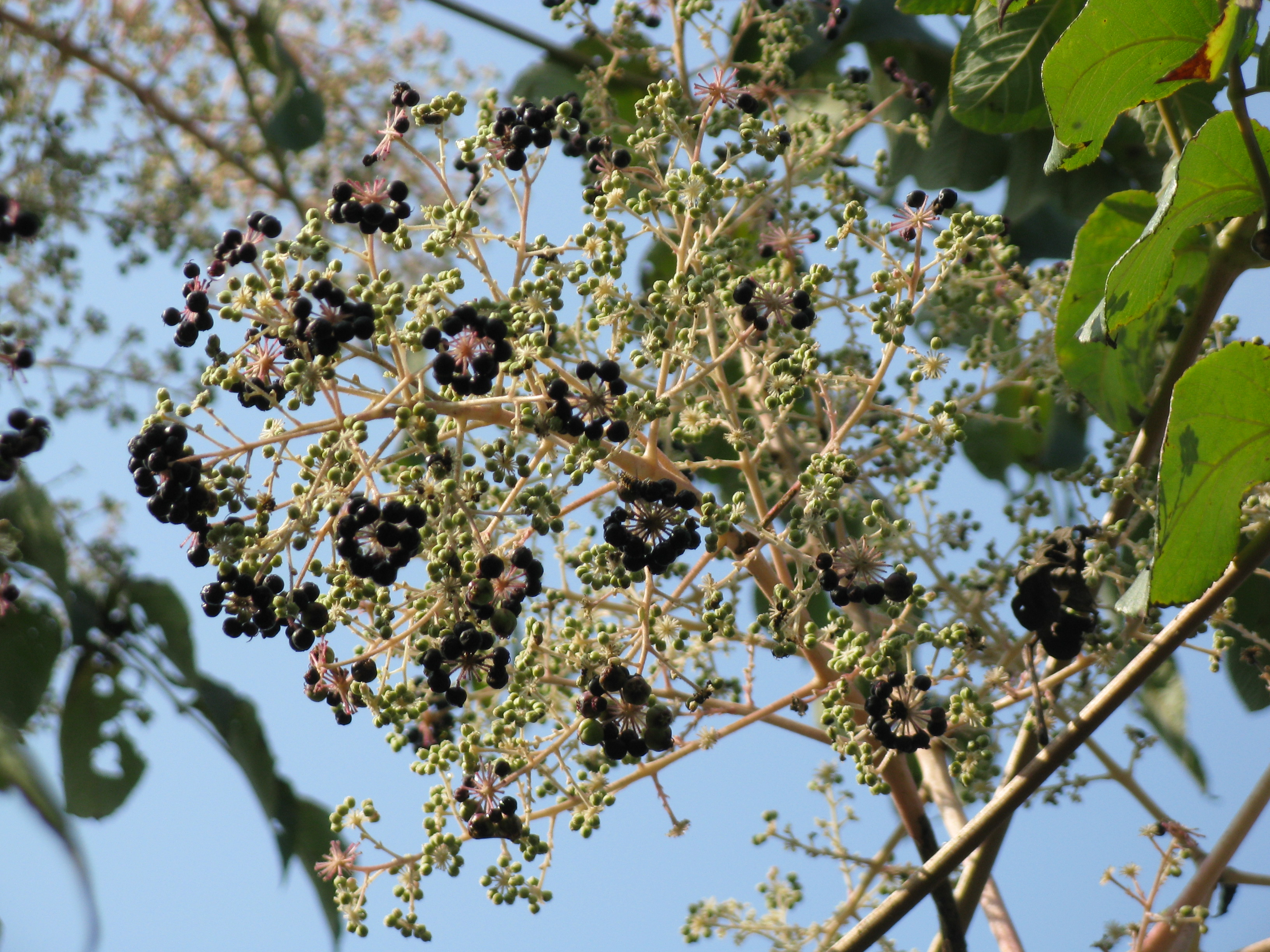
Verzweigter Fruchtstand

Aralia elata wächst als sommergrüner, mehrstämmiger großer und mehr oder weniger bestachelter Strauch oder kleiner Baum. In den Heimatgebieten erreicht er Wuchshöhen von bis zu 10 Metern, in Mitteleuropa nur Wuchshöhen von 4 bis 5 Metern. Er hat wenige, dicke Äste mit grauer Rinde und stachelbewehrte Zweige.
Die wechselständigen und langstieligen Laubblätter sind bis zu 80 cm lang und ein- bis dreifach gefiedert. Die Rhachis 1. und 2. Ordnung und der Blattstiel sind teils bestachelt. Die eiförmigen, fast sitzenden bis kurz gestielten Blättchen sind, teils spitzig, gesägt oder gekerbt und unterseits mehr oder weniger behaart bis oberseits leicht borstig und zugespitzt. An den Fiedern 1. Ordnung steht an der Rhachis jeweils ein zusätzliches Blättchen. Im Herbst zeigen die Blätter eine rötlich-gelbe Färbung und werden dann abgeworfen.
Aralia elata ist andromonözisch, also mit zwittrigen und männlichen Blüten auf einem Exemplar. Der endständige, aufrechte und verzweigte, rispige, dicht behaarte Gesamtblütenstand setzt sich aus doldigen Teilblütenständen zusammen. Die weißlich-grünlichen, fünfzähligen Blüten mit doppelter Blütenhülle sind lang gestielt. Die Kelchzähne am kahlen Blütenbecher sind sehr klein. Die Kronblätter sind zurückgelegt und schmal-eiförmig. Es ist nur ein Kreis mit fünf vorstehenden Staubblättern vorhanden. Fünf Fruchtblätter sind zu einem unterständigen, fünfkammerigen Fruchtknoten mit fünf freien bis kurz verwachsenen, kurzen Griffeln mit kleinen, kopfigen Narben verwachsen. Es ist jeweils ein Diskus vorhanden. Bei den männlichen Blüten ist ein Pistillode vorhanden.
Es bilden sich beerenartige, 3–5 Millimeter große, rundliche, fünfsamige Steinfrüchte (Scheinfrucht) mit Griffelresten an der Spitzen, mit bei Reife tiefblauer bis schwarzer Färbung, die im Winter auch von Vögeln gefressen werden. Die Samen (Steinkerne, Pyrene) sind abgeflacht und etwa elliptisch bis halbmondförmig.
Die Chromosomenzahl beträgt 2n = 24.

## Verbreitung
Aralia elata ist ursprünglich in Russland (Ostsibirien), China (Mandschurei), Japan und Korea beheimatet. Die Japanische Aralie wird auf der gesamten Nordhalbkugel in Gärten und Parks kultiviert.

## Systematik
Man kann vier Varietäten unterscheiden:
- Aralia elata (Miq.) Seem. var. elata: Die Heimat ist China, Korea und Japan.[2][3] Sie ist in den Vereinigten Staaten ein Neophyt.[3] Die Chromosomenzahl beträgt 2n = 24.[1]
- Aralia elata var. inermis (Yanagita) J.Wen: Die Heimat sind die Izu-Inseln in Japan.[2]
- Aralia elata var. mandshurica (Rupr. & Maxim.) J.Wen: Die Heimat ist das nördliche China, Korea und das fernöstliche asiatische Russland.[2]
- Aralia elata var. ryukyuensis J.Wen: Sie kommt von den Nansei-Inseln bis ins nordwestliche Taiwan vor.[2]

## Verwendung
Die jungen Blattknospen sind eine kulinarische Einstimmung auf den Frühling in Japan. Sie werden zum Beispiel in Tempura ausgebacken. Junge Triebe werden gegart gegessen. Blanchiert können die Blätter als Salat gegessen werden. Ähnlich wie die von  Aralia continentalis, Aralia cordata und der Baumaralie (Kalopanax septemlobus).  Medizinische Wirkungen wurden untersucht.